# Sanhe (sockenhuvudort i Kina, Zhejiang Sheng, lat 30,48, long 120,03)
Sanhe är en sockenhuvudort i Kina. Den ligger i provinsen Zhejiang, i den östra delen av landet, omkring 29 kilometer nordväst om provinshuvudstaden Hangzhou. Antalet invånare är 20 010. Befolkningen består av 9 791 kvinnor och 10 219 män. Barn under 15 år utgör 12,0 %, vuxna 15-64 år 75 %, och äldre över 65 år 12,0 %.
Runt Sanhe är det tätbefolkat, med 570 invånare per kvadratkilometer. Närmaste större samhälle är Renhe, 5,5 km sydost om Sanhe. Trakten runt Sanhe består till största delen av jordbruksmark.
Genomsnittlig årsnederbörd är 1 869 millimeter. Den regnigaste månaden är juni, med i genomsnitt 328 mm nederbörd, och den torraste är november, med 74 mm nederbörd.